# Úštěk
Úštěk (germană Auscha) este un oraș situat în  (okres) districtul Litoměřice, regiunea Ústí nad Labem. Orașul se află la altitudinea de 242 m, lângă rezervațiiile naturale České Středohoří și Kokořínsko, ocupă suprafața de 7493 ha și avea în 2010, 3.038 loc. Úštěk a fost de mai multe ori platou unor filme cinematografice. Localitatea se află așezată pe cursul lui Černý potok (Haberbach) pe un substrat de gresie. Ramurile principale economice ale localității sunt agricultura, industria metalurgică și producerea de mobilă. Ramura industriei textile este într-o de scădere continuă, în regiune rata șomajului este destul de ridicată.

## Istoric
Localitatea a fost întemeiată pe la mijlocul secolului XI, fiind ridicată la rangul de oraș în anul 1361. Orașul fost dat în zălog de boierii din familia Michalovice, familiei nobiliare Berka von Dubá (Berken von der Duba). Ulterior orașul va schimba de mai multe ori proprietarii săi. Auscha (Úštěk) devine un centru de producere și comercializare a hameiului în Boemia. În anii 1960 s-a înființat în satul Zelená Ves (Gründorf) în nordul orașului un centru balnear.

## Turism
Locuri demne de vizitat sunt:

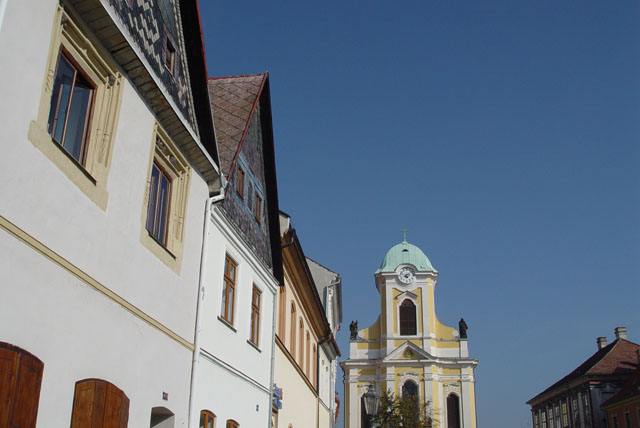
Úštěk

- Târrgul tradițional care are loc anual în oraș
- Ruina Helfenburg de la Ostré
- Muntele Kapellenberg lângă Ostré (Neuland) oferă o panoramă de la 330 m înălțime
- Cetatea Panský dvůr (sec. IV)
- Biserica St. Peter și Paul (1764-1772) clădită în stil baroc
- Turnul Pikart (1428)
- Sinagoga - Podskalská ulice
- Case istorice în piața orașului (Mírové náměstí)
- Biserica - Sfânta Treime

## Subîmpărțire administrativă
De oraș aparțin localitățile
- Bílý Kostelec (Weißkirchen), Pohorsko (Hundorf), Starosti (Sorge), Brusov (Prause), Dolní Vysoké (Niederwessig), Držovice (Tirschewitz), Dubičná (Eicht), Habřina (Haber), Julčín (Julienau), Černcí (Tschims), Kalovice (Kalwitz), Konojedy (Konojed), Lhota (Olhotta), Ličenice (Litschnitz), Lukov (Luka), Lukovsko (Rutte), Svobodná Ves (Freidorf), Ostré (Neuland), Rašovice (Raschowitz), Krásná Studánka (Schönborn), Robeč (Robitsch), Rochov (Roche), Starý Týn (Altthein), Tetčiněves (Tetschendorf), Třebín (Trebine), Vědlice (Wedlitz), Zelený (Grünwald).

cartierele
- České Předměstí (Böhmische Vorstadt), Českolipské Předměstí (Leipaer Vorstadt) și Vnitřní Město (Innenstadt).